# 半山芭
半山芭（亦稱「富都」）是馬來西亞吉隆坡市中心东南部的一個區域，位置由富都中環車站（Pudu Sentral）開始，沿著富都路（Jalan Pudu）到巴剎路（Jalan Pasar）十字路口邊界，屬於半山芭範圍。區內有許多老舊社區及古蹟，也是20世紀吉隆坡中下階級的華人主要聚集地之一，但自90年代開始，當地许多華人因为經濟条件改善而逐漸迁往临近的蕉賴、安邦一帶，許多店屋上层的住宅屋企则由其他東南亞及南亞國家的外勞租借，形成吉隆坡现今主要的外勞聚集地之一。目前半山芭一帶，是吉隆坡的印刷業、五金業、裁縫業和飲食業聚集之地。

## 歷史
在1889年出版的吉隆坡舊地圖中，在半山芭監獄的原址，就有個小村莊叫Pudu Village，這就是Pudu馬來地名的由來。當地華人慣用的“半山芭”這個中文地名的來源，是早年吉隆坡在開發時，當時的市中心為茨廠街、巴剎廣場（Medan Pasar）一帶，由茨廠街沿著富都路（Jalan Pudu）走路或拉牛車過來，大概需耗時半小時或一小時的時間，沿著富都路再繼續往南走，就會到吉隆坡東南方的蕉賴。在當時，離開茨場街範圍後，就已經是人煙稀少的地區，故取名為“半山芭”，而半山芭這個地名，隨著不同年的的吉隆坡流傳下來，即便目前已成為吉隆坡的中心地帶，商業活動活絡，樹林亦多被開發了，但是当地人仍保留稱其為半山芭，而不是更有现代繁荣寓意的"富都"。
在19世紀末，茨場街已出現發展飽和的情況，英殖民政府為避免人潮聚集而引發傳染疾病，開始指定一系列的政策，包括鼓勵市民遷往南邊的半山芭及北邊的峇都律，加上當時政府努力拓寬連結這些地方的道路，富都路被提升為主要道路。另外，為刺激半山芭一帶的產業發展，英政府也從吉隆坡火車總站新闢一條鐵路，經目前富都車站、半山芭監獄、半山芭，直到蕉賴，這條鐵路後來也成為現在輕快鐵安邦線的雛形。
在一系列基本設施的推動下，半山芭街場在1890年代開始形成，最早出現店屋的位置即是沿著富都路，靠近半山芭巴剎一帶，而另一邊，通往新街場（Sungei Besi）的道路，在新街場及當地吉隆坡機場的發展之下，亦日趨熱鬧。半山芭在周遭道路及鐵路建設開發之下，逐漸成為市中心茨廠街以外，另一個熱鬧的地區。半山芭巴剎也成為中央市場及秋傑巴剎外，吉隆坡一帶另一個主要的批發市場，即使到了現在，依然是吉隆坡最熱鬧的巴剎。
在二次大戰後的50至90年代，因吉隆坡激烈發展及商業需求，許多未開發地區或農耕地被改為商業用地，半山芭一帶的商業活動由原本沿著富都路逐漸拓展至後方土地，許多四至五樓的店屋建築出現，許多電影院也陸續營業，包含京華戲院、星光戲院、大華戲院等，目前這些戲院也全數歇業。蓬勃的商業活動，也使得半山芭吸引許多新的居民，包含大量由馬來西亞其他州屬來吉隆坡發展的華裔青年，當時周圍的木屋多達一千多間，人口相當多，許多目前仍居住在半山芭的居民都是這一時期遷入。除了原有的日常百貨業外，因輕工業的崛起，許多當時新興產業，如印刷業及製衣業進駐在新建的店屋內，雖然在上世紀90年代後，吉隆坡市政府禁止店舖樓上開設工廠，迫使製衣加工廠遷至周圍人力成本更低的國家，但仍有數十家印刷業依然佇足在半山芭的汶萊路（Jalan Brunei）及汶萊巷（Lorong Brunei）一帶。在富都路兩旁的店屋亦聚集大量的診所，這也成為半山芭的特色之一。

## 著名地點

### 半山芭監獄

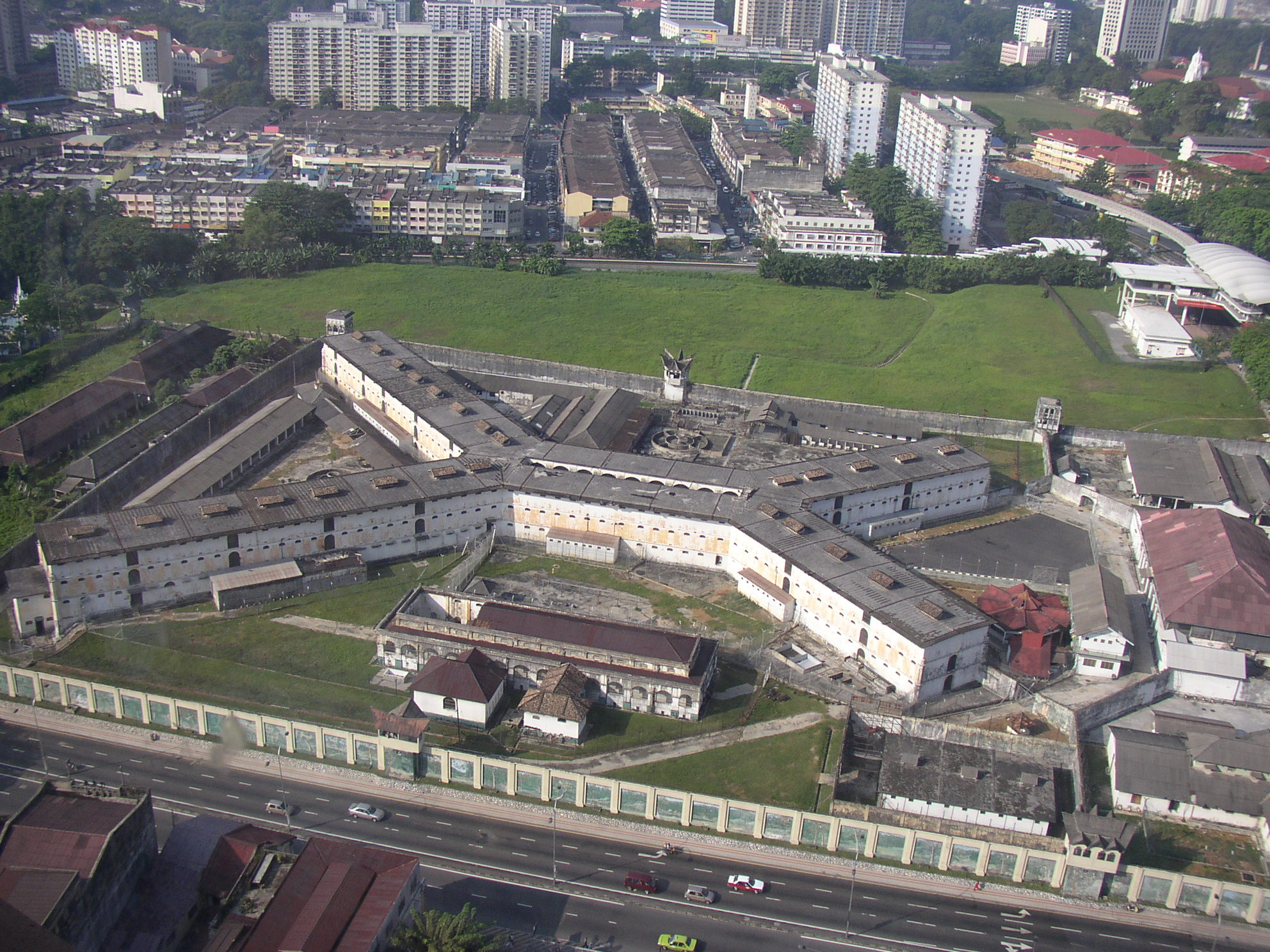
拆卸前的半山芭監獄

半山芭監獄在早期被當地的華人稱呼為黃泥坳，因为那一帶遍佈黃泥。早年的半山芭也有兩家英國商號，分別為A.B. Rathborne及T.Heslop Hill在此設立磚廠，以供應茨廠街等市中心一帶的店屋改建工程。直到1891年，雪蘭莪政府在十五碑設立專門生產建築材料的州立工廠，吉隆坡的磚窯便從此處搬到十五碑去，政府也回收磚廠的土地并改建為半山芭監獄。佔地10公頃的半山芭監獄在1895年建成後，一度成為這一帶的地標，加上1983年鄺炎章、曾戴登和林金祥曾在監獄外墻繪上長270公尺的壁畫，創下當時全球最長壁畫記錄，使其揚名海內外。
1989年，时任首相马哈迪·莫哈末把半山芭监狱搬迁至另一个适合地点，以便一劳永逸地解决牢房不足的问题。半山芭监狱的囚犯迁至双溪毛糯监狱，该监狱耗资1亿6000万令吉兴建，囚犯自1996年10月31日开始分批迁至双溪毛糯监狱，搬迁工作费时3天才完成。
2012年整棟建物被拆卸，目前只剩下城門以示紀念，原地段则改为武吉免登城中城成为金三角的扩展区。

### 半山芭巴刹
半山芭巴刹是吉隆坡現存最古老的巴剎之一，也是馬來半島規模最大的露天巴剎。在19世紀末已開始營業，當時巴剎的原址位於如今半山芭郵局的位置，室內巴剎的建築，係於1956年1月7日，由當時雪蘭莪王儲拉惹慕達主持開幕，目前在建築內仍留有開幕時的大理石碑。該建築與秋傑巴剎長得一模一樣，是圓拱形建築體，以Y字形鋼骨水泥柱支撐，立面和拱頂開了排列整齊的採光圓孔，兩邊有向外延伸的側翼。這類拱頂設計在馬來西亞獨立初期的建築頗為常見，有著堅固和延伸性佳的優點。
巴剎內擁有超過一千以上的攤販，由於半山芭早期是各以華人為主的社區，故這裡的攤販也都以華裔為主。在20世紀中葉，錫礦業開始逐漸沒落，吉隆坡東南邊的市鎮如蕉賴、安邦、無拉港、加影轉變為農業為經濟支柱的地區，當地的農產品每日凌晨至早晨運送至半山芭，使得半山芭巴剎成為繼中央市場及秋傑巴剎以外，吉隆坡一帶另一個主要的批發市場。隨著吉隆坡華裔人口的外移至郊外地區外，鄰近郊外地區的半山芭巴剎更是成為馬來半島規模最大的巴剎。除了販售蔬菜、水果、肉類、海鮮、辛香料等，沿著巴剎的建築，大多為專營糖果、玩具、五金、雜貨的批發商，因此被號稱為吉隆坡的「中央廚房」。早上是半山芭巴剎最熱鬧的時刻，直到中午人潮開始退去。

### 鐘萬仙師廟
鐘萬仙師廟建於1879年，供奉主神為惠州人鐘萬，這裡亦是全馬來西亞唯一的鐘萬仙師廟。

### 為食街
為食街（Jalan Sayur）巷子兩旁皆是售賣小吃的攤販，是吉隆坡主要的小吃聚集地之一，小販主要以華裔為主，販賣的美食包括豬腸粉、炒蘿蔔糕、炒粿條、客家麵、炸雞等。大量美食攤販的聚集，與上世紀60年代於半山芭營業的三家電影院有莫大關係。2017年9月15日凌晨2时30分，為食街發生一场火災，造成部分攤販被燒毀。

### 印刷街
半山芭的汶萊路（Jalan Brunei）及汶萊巷（Lorong Brunei）一帶，在1960年開始，因印刷業紛紛入駐，逾百間小型印刷店集中形成自成一格的“印刷街”，這裡主要是承印傳單、日曆、月曆、卡片、喜帖、課本、作業、賬簿及記事本等少量訂單，大型印刷廠因成本問題而無法服務的客戶和訂單，幾乎都會來到這裡。雖然印刷街已走過“吉隆坡印刷中心”的巔峰時期，盛況大不如前，卻是半山芭地區還保留下來並持續運作的傳統行業，小型印刷業已成了半山芭汶萊區最獨特的風景。

### 電子街
在2000年，因中國製造的崛起，價格便宜的中國電子用品及雜貨大量進入半山芭巴剎街（Jalan Pasar），使其成為吉隆坡著名的電子街，電子街售賣的貨物主要以各類雜貨，包括各類皮包、太陽眼鏡、小型手提電筒、兒童玩具、手機套和飾物，以及其他價錢相宜的各種雜物、二手貨。其中數量最多，是各種輕巧的中國製造的商品以及各類中西春藥，以滿足來自中低階層的需求。電子街不算是一條街，主要一些無牌小販利用巴剎路商店前的騎樓擺攤位，原本只有數十個小檔口，后来逐漸擴大至百多個攤口。

### 邵氏廣場
邵氏廣場（Shaw Parade）的原址為半山芭的木屋區，在木屋被清除後，邵氏兄弟在70年代後期在此建立商場，其底層包含一間電影院－富都戲院（Pudu Theatre），它是繼大華、金華、星光之後，半山芭地區第四間電影院。富都戲院開幕時，放映的第一步電影為劉家良指導的《少林三十六房》，直到1993年電影院才結業。卲氏廣場的底樓曾開設環球超市（The Store），多年後因富都廣場的香港商店收盤，環球接收開業，為避免兩間門市互相競爭，結束了在卲氏廣場的營業。在半山芭地區人口逐漸外移後，加上缺乏電影院及超級市場，目前卲氏廣場蕉味冷清，主要依靠喜來登酒家、紫藤茶園及余仁生的旗艦店支撐場面，在商場上蓋的的建物，則有美居酒店進駐，稱為“吉隆坡邵氏廣場美居酒店”（Mercure Kuala Lumpur Shaw Parade）。

### 富都廣場
富都廣場（Pudu Plaza）與70年代開幕，為一棟中小型商場，位於中華闢智華小旁，原本是一條大水溝及堆放煤炭碎的“煤炭山”，在附近的木屋區清拆，剷平煤炭山后，大水溝也改為地下暗渠，形成半山芭新的商業區，富都廣場也在這時期開幕。因裡面有家佔地兩層名為“香港商店”的超級市場，當地居民習慣都稱该商店为香港商店，店内售賣的商品多樣化且廉價，使其成為半山芭其中一個熱鬧的商业区。在風光多年後，在2000年初期因香港商店爆發財務危機，導致結業，并改由環球超市接手。富都广场已開幕多年，现为當地中老年人士及外勞聚集之處。

### 富都中環車站

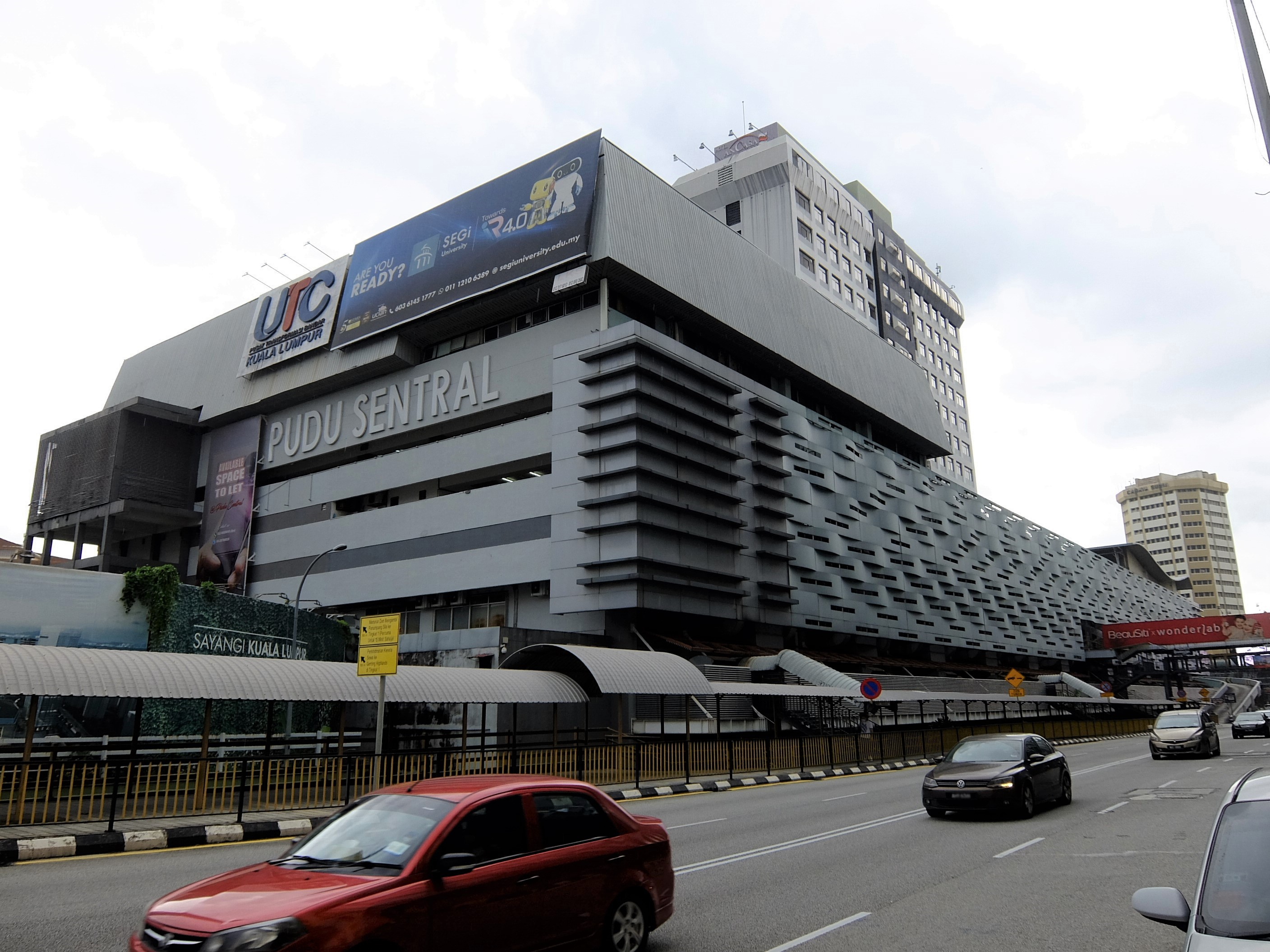
富都中環車站外觀

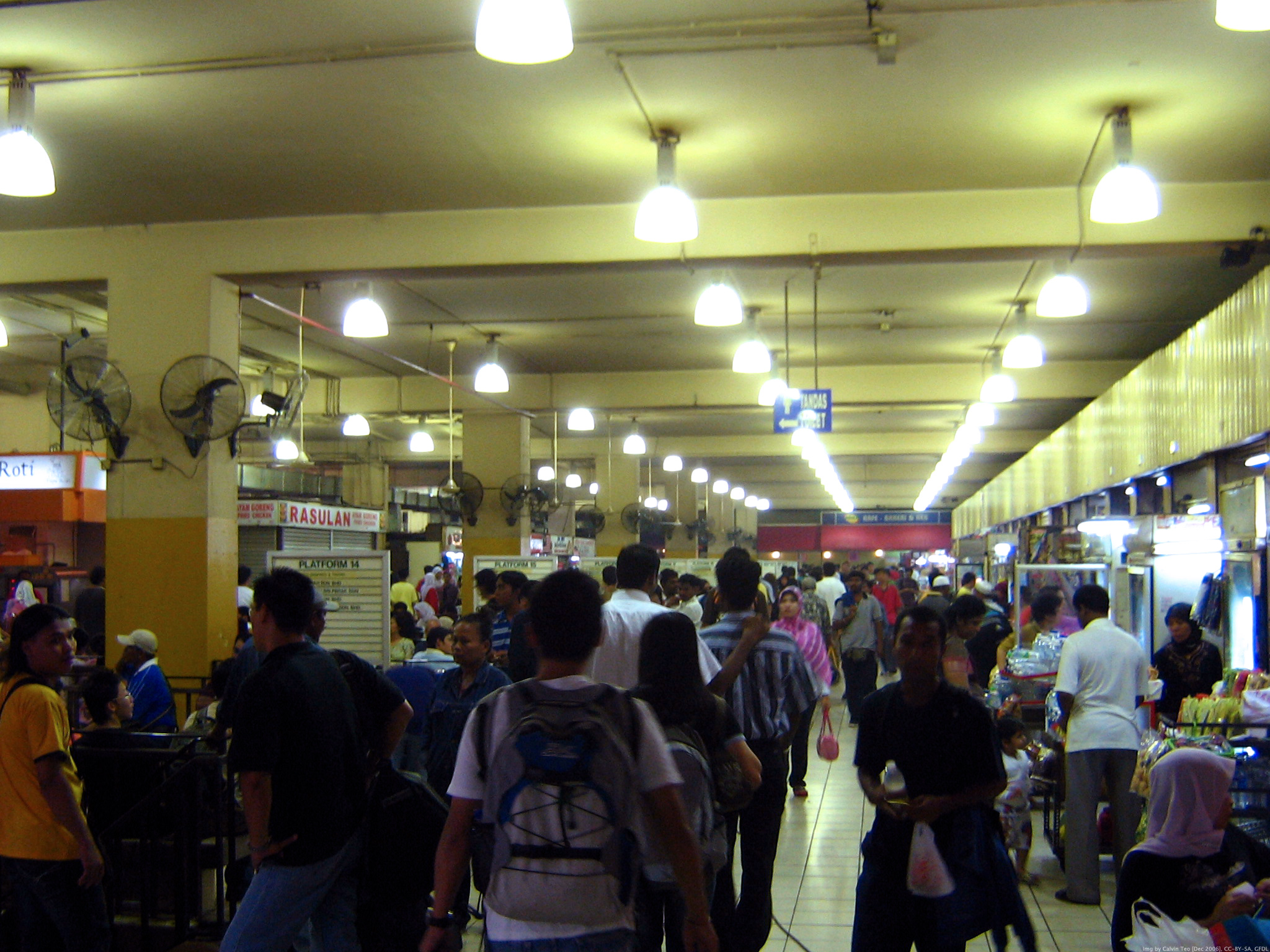
整修前的富都中環車站

位於富都路最北端的富都中环车站（英語：Puduraya station，馬來語：Hentian Puduraya）曾是吉隆坡主要的长途巴士总站之一，于1976年启用。該车站曾是馬來西亞最大的長途巴士總站，是許多旅客對吉隆坡的第一個踏足點。隨著長途巴士路線的增加，帶來的人潮也越來越多，導致車站在1990年代就呈現過於飽和的狀態，車站內悶熱擁擠和骯髒的環境、到處向遊客販售車票的黃牛黨，許多的行乞者和癮君子在車站周邊的行人天橋和候車處乞討。吉隆坡的道路多屬於狹窄的雙線道，大量的巴士進出位在市中心的富都車站，為周邊的交通帶來極大的負擔，加上許多市民為了省下停車費而習慣在車站周邊停車等人，使得狹窄的富都路成為交通瓶頸，成為吉隆坡市中心的主要交通黑區。2010年初，馬來西亞政府宣布富都車站將在同年的3月19日關閉，分成兩階段進行整修工程，該工程耗資5200萬令吉。
在2011年1月提供通往南馬地區長途客運服務的南湖鎮終站（TBS）啟用後，這裡就不再提供前往馬來半島南部的路線，在2015年11月，前往吉隆坡以北的長途客運也同樣遷至南湖鎮終站，目前僅有少數前往芙蓉、丹絨馬林、雲頂高原、吉隆坡國際機場、新加坡及泰國的長途客運仍在此服務。車站目前由城市發展局控股公司（Uda Holdings）运营。
馬來西亞政府在2012年9月，亦將富都中環車站的部分樓層轉型成吉隆坡城市轉型中心（Urban Transformation Centre，下稱UTC），把政府的各主要功能在UTC內都設立辦事處，包括國民登記局、移民廳、郵政局、銀行等，多達31個政府部門和私人機構在此設立辦事處，多數部門或機構的開放時間為早上8時30分至晚上10時，全年無休，為公眾提供便利。除了處理各項公務外，UTC也設有政府旗下的書店、商店、診療所等，供民眾選購價格廉宜的商品外，4樓也設有健身、攀岩及室內足球場等設備。

### 富都綜合商業大廈
富都綜合商業大廈（ICC Pudu）於2016年開幕，主要是將燕美巴剎（Pasar Imbi）搬遷至此，商場底樓聚集多家原在燕美巴剎營業多年的餐飲攤販，如海南茶、海南雞飯、豬腸粉、薄餅等成為吉隆坡一處的觀光景點，地下樓層則主要販售蔬菜、水果及肉類。

## 教育

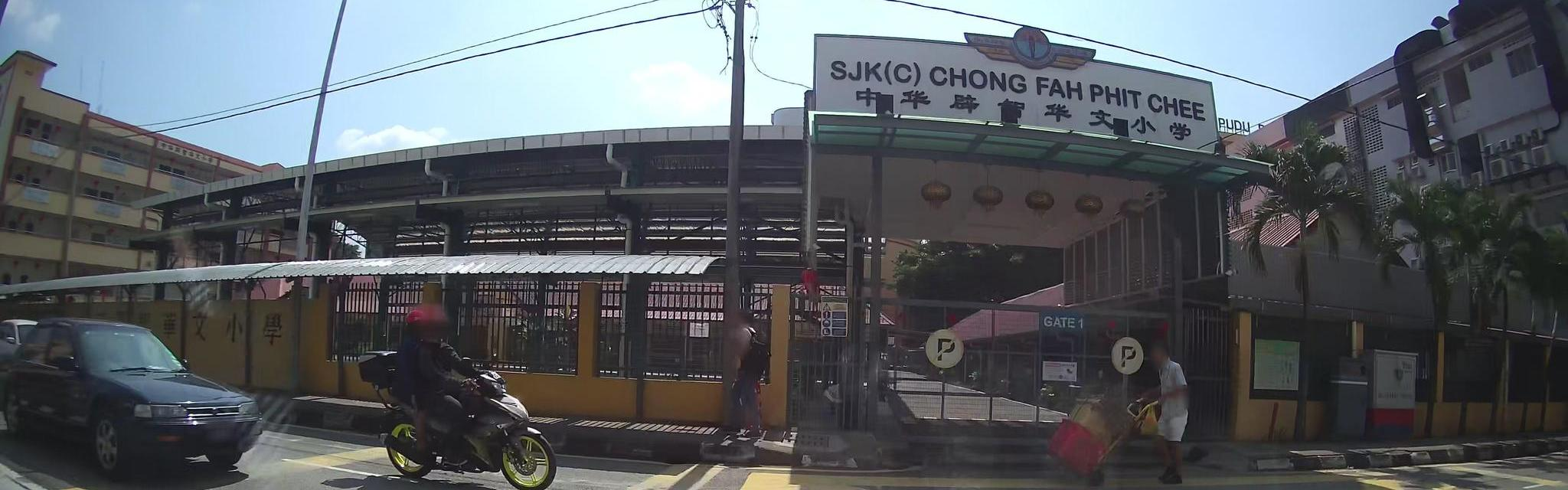
中華闢智华小

在20世紀中葉的半山芭即以木屋區見稱，住的都是低下階層的人，由於華人人口集中且數量眾多，還一度出現了半山芭既有5間華文小學的輝煌紀錄，分別為中華闢智、公民、精武、華僑（現已易名燕美華小）和育三華小。育三華小在後期被關閉。但隨著半山芭的木屋區被拆除後，加上當地華裔人口大量遷移至市郊的花園住宅區，以及華裔生育率逐漸降低等主因，影響這些華小的學生來源，使得這些華小面對學生來源逐漸減少的情況。

## 交通

### 鐵路

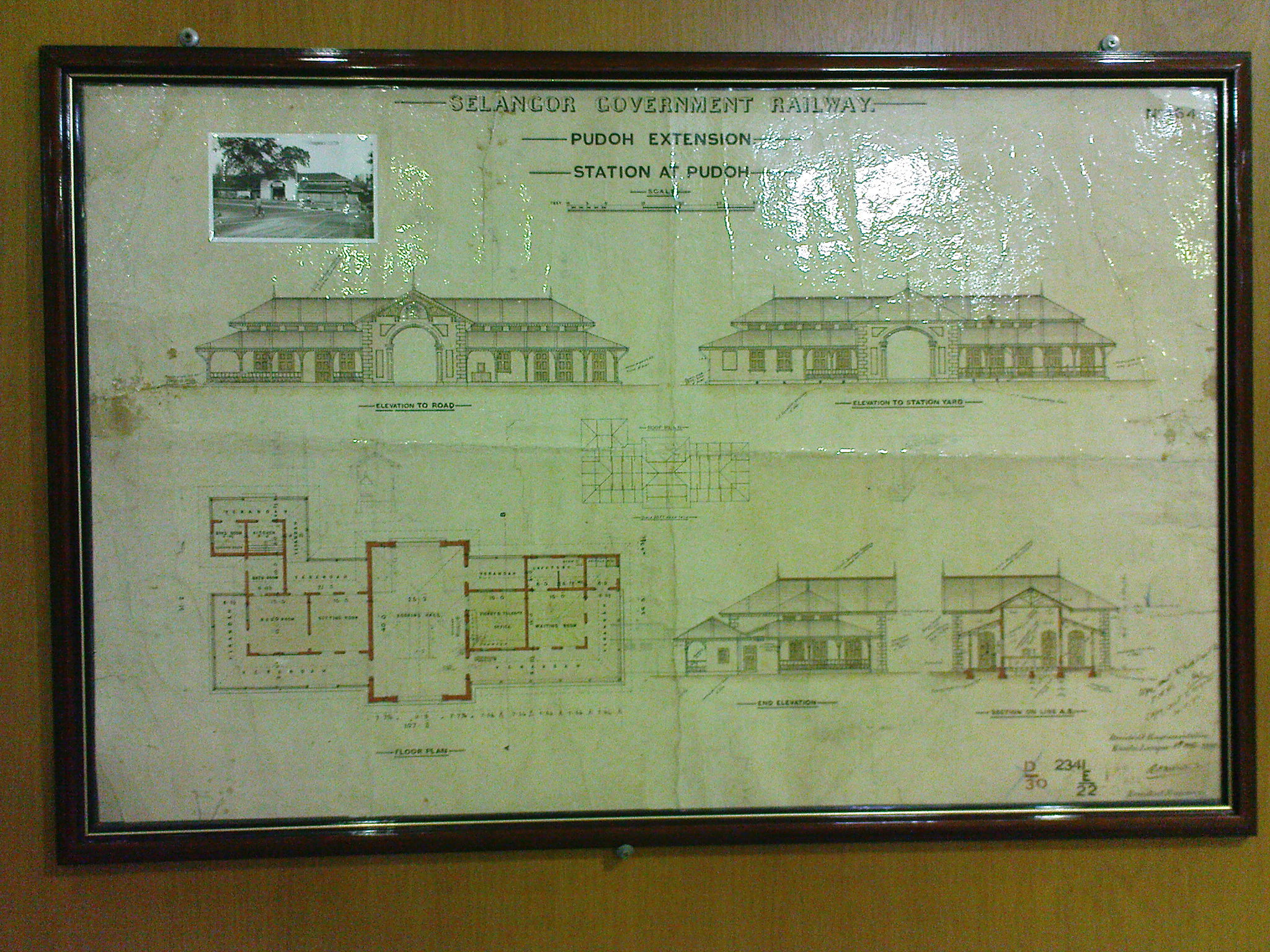
舊半山芭車站資料

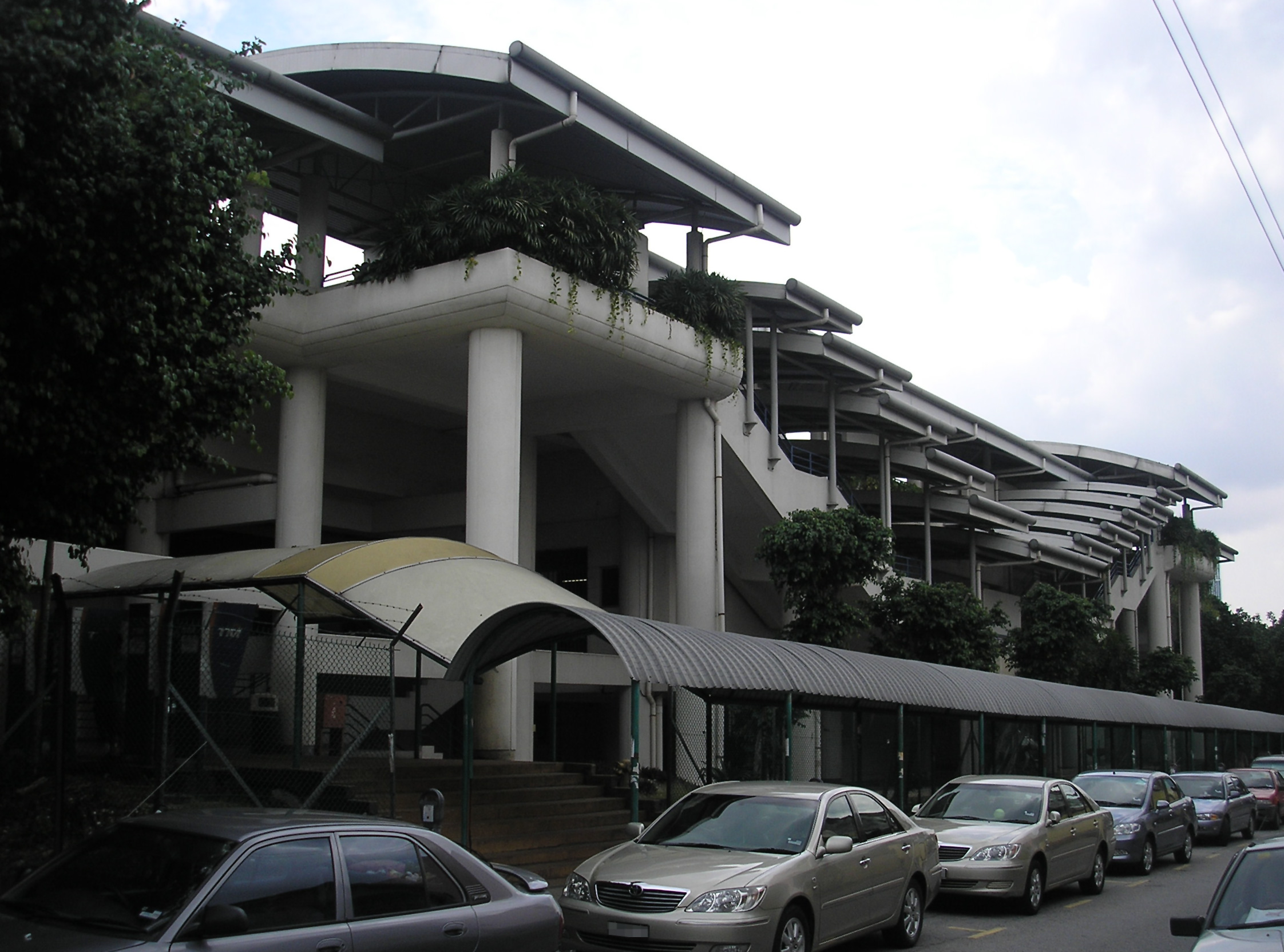
半山芭輕快鐵站外觀

安邦線和大城堡線在半山芭設有一站，服務鄰近居民。在1890年開始，英殖民政府便將鐵路服務從吉隆坡火車總站沿富都路西側到新街場、陸佑路（Jalan Loke Yew），最終抵達安邦大街，該鐵路行駛至半山芭時，設有一個小車站，這個車站的設立促進了半山芭地區的經濟活動，以至於此地的店屋，最早都在這裡形成。20世紀90年代因建造实达轻轨（STAR）而拆毁原有的半山芭火车站，在并在原址附近新建現在的高架車站，於1996年12月16日開幕。
| 车站编号           | 车站名称           | 车站名称           | 车站名称 |
| 车站编号           | 中文               | 馬來文             |          |
| 3 安邦线4 大城堡线 | 3 安邦线4 大城堡线 | 3 安邦线4 大城堡线 |          |
| ------------------ | ------------------ | ------------------ | -------- |
| AG10 SP10          | 半山芭             | Pudu               |          |

### 道路
半山芭位於吉隆坡市中心東部邊緣，在19世紀末即為吉隆坡通往郊區的交通節店鄰近半山芭的主要道路有 精明隧道、敦拉萨路与甘榜班登路之间的路口以及 隆布大道（可通往赛城）。

## 政治
半山芭属于武吉免登国会议席，该议席在马来西亚下议院的代表为来自希盟行动党的方贵伦。半山芭南部的小部分区域则属于蕉赖国会议席，该议席在马来西亚下议院的代表为来自希盟行动党的陈国伟。